# Mont Poklonnaïa
Parc de la Victoire
Pour les articles homonymes, voir Parc de la Victoire.
Le mont Poklonnaïa (en russe : Покло́нная гора, Poklonnaïa gora) était, avec 171,5 mètres, l'une des collines les plus élevées de Moscou. Le mont a été arasé en 1987 afin d'établir à son emplacement le parc de la Victoire.

## Le mont dans l'histoire
La montagne avait une importance stratégique et offrait la plus belle vue sur la capitale russe, dominant la route de Smolensk. Son nom vient du verbe russe s'incliner car d'après une vieille tradition, toute personne entrant ou quittant la ville par cette route devait s'incliner devant elle. C'est ici qu'en 1812, Napoléon attendit en vain qu'on lui remette les clés du Kremlin.
En 1936, le mont et ses environs ont été intégrés à la ville de Moscou. Dans les années 1960, il est décidé d'y construire un parc dédié à la victoire contre les troupes napoléoniennes. L'arc de triomphe en marbre érigé en 1827 pour célébrer la victoire contre Napoléon qui était situé sur la place Tverskoï Zastava, près de la gare de Biélorussie, est reconstruit en 1968 devant le parc au débouché de l'avenue Koutouzov. Le Musée du panorama de la bataille de Borodino, peint par Franz Roubaud, est construit en 1962 et un monument à Koutouzov fut inauguré en 1973.
En 1987, la partie restante de la colline fut définitivement rasée et l'espace plat aménagée en mémorial de la victoire contre l'Allemagne nazie par la construction du musée de la Grande Guerre patriotique terminé en 1995 pour le cinquantenaire de la fin de la Deuxième Guerre mondiale. Dans les années 1990, furent ajoutées un obélisque avec une statue de Niké et un monument de Saint-Georges terrassant le dragon, du sculpteur Zourab Tsereteli. Une église orthodoxe, Saint-Georges le Victorieux fut également érigée sur la colline (première construction d'église en Russie depuis la révolution d'Octobre), suivie plus tard par la construction d'une mosquée et d'une synagogue situées dans le parc.
En 2014, un monument aux héros de la Première Guerre mondiale est inauguré dans le complexe mémorial pour célébrer le centenaire de la Grande Guerre.

## Galerie de photos

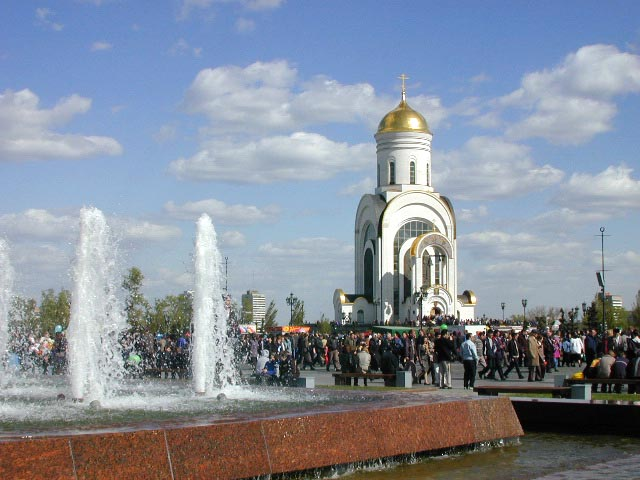
Église Saint-Georges le Victorieux
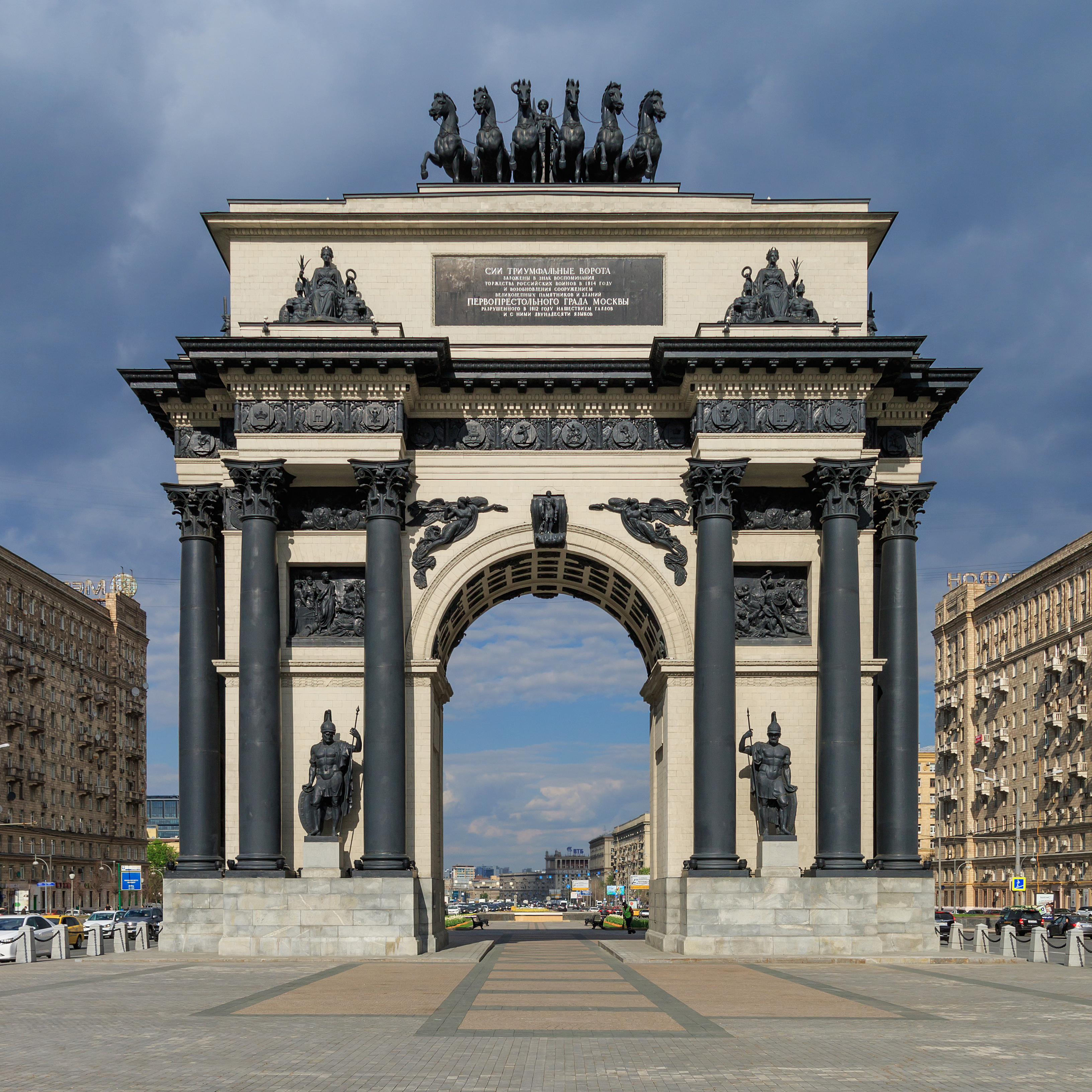
Arc de triomphe

## Photos satellite
- L'arc de triomphe de Moscou
- Monument principal du mont Poklonnaya
- Musée des techniques de guerre (marine sur la gauche, aviation sur la droite), des tanks sont cachés par les arbres